# Austin Police Department

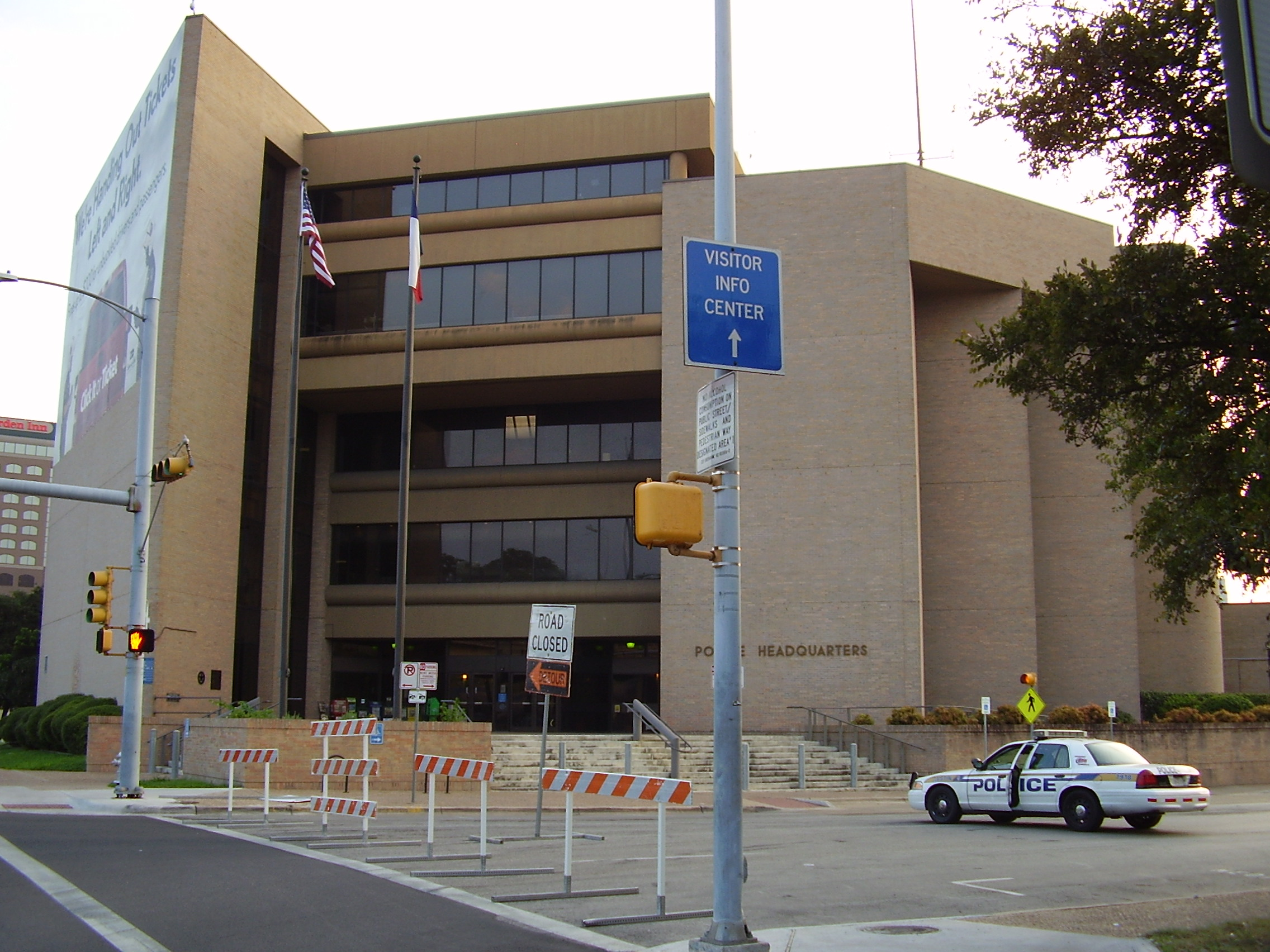
Le siège de la police d'Austin.

L'Austin Police Department est la police municipale de Austin, la capitale de l'État du Texas. Elle est compétente sur les territoires de la ville d'Austin et  l'aéroport international d'Austin-Bergstrom.

## Histoire
L' Austin Police Department est créé en 1839. De 1875 à 2016, 23 policiers de l'APD sont morts en service.

## Organisation  géographique
La juridiction de l'APD a été divisée en 9 zones de commandement (Area Command) dont dépendent ses patrouilleurs et ses enquêteurs : 
- Northwest
- North Central
- Northeast
- Central
- Downtown Area
- Central East Area
- Southwest Area
- South Central Area
- Southeast Area

Seule la police routière est placée sous les seuls ordres de l'Highway Enforcement Command.

## Effectifs
Les 2400 officiers de police assermentés de l'APD sont armés de pistolet semi-automatique Smith & Wesson M&P40 depuis 2011. Cette arme, ayant succédé aux Glock 22 (quelques policiers choisissant des Glock 20 ou 21 plus puissant), est complété par des fusils de police Beretta 1201FP.